# رجب حمزه
رجب حمزه (انگلیسی: Rajab Hamza؛ زادهٔ ۱۶ اکتبر ۱۹۸۶) یک بازیکن فوتبال تانزانیایی‌تبار اهل قطر است.

## باشگاهی
از باشگاه‌هایی که در آن بازی کرده‌است می‌توان به العربی قطر، الاهلی قطر اشاره کرد.

## تیم ملی
وی همچنین در تیم ملی فوتبال قطر بازی کرده‌است.